# Crotalometra rustica
Crotalometra rustica är en sjöliljeart som beskrevs av A.H. Clark 1909. Crotalometra rustica ingår i släktet Crotalometra och familjen Thalassometridae. Inga underarter finns listade i Catalogue of Life.